# A Veiga
A Veiga – gmina w Hiszpanii, w prowincji Ourense, w Galicji, o powierzchni 290,09 km². W 2011 roku gmina liczyła 1036 mieszkańców.